# Amstel Gold Race 2006
La 41ª edición de la Amstel Gold Race se disputó el 16 de abril de 2006. La carrera tuvo una longitud total de 253,1 km, iniciándose en Maastricht para finalizar en Valkenburg.

## Clasificación final
| Pos. | Ciclista                       | Equipo                | Tiempo    |
| ---- | ------------------------------ | --------------------- | --------- |
| 1.   | Fränk Schleck                  | CSC                   | 6h 25'39" |
| 2.   | Steffen Wesemann               | T-Mobile              | + 22"     |
| 3.   | Michael Boogerd                | Rabobank              | + 46"     |
| 4.   | Karsten Kroon                  | CSC                   | + 48"     |
| 5.   | Patrik Sinkewitz               | T-Mobile              | m.t.      |
| 6.   | Davide Rebellin                | Gerolsteiner          | m.t.      |
| 7.   | Miguel Ángel Martín Perdiguero | Phonak                | m.t.      |
| 8.   | Paolo Bettini                  | Quick Step-Innergetic | + 53"     |
| 9.   | Stefan Schumacher              | Gerolsteiner          | + 57"     |
| 10.  | Serguéi Ivánov                 | T-Mobile              | + 1'07"   |